# روب خرابرت
روب خرابرت (انگلیسی: Rob Grabert؛ زادهٔ ۵ فوریهٔ ۱۹۶۴) بازیکن والیبال اهل هلند است.